# Artemi Safronowitsch Babinow
Artemi Safronowitsch Babinow (russisch Артемий Сафронович Бабинов; * 16. Jahrhundert im Dorf Ussolje Kamskoje; † nach 1620 im Dorf Werch-Jaiwa bei Ussolje Kamskoje) war ein russischer Entdecker.

## Leben
Babinow entdeckte und baute die Babinow-Straße durch den Ural, die achtmal kürzer als die bis dahin benutzte Tscherdyn-Straße war und eine wichtige Rolle bei der Eroberung Sibiriens spielte. Nach einem Buch über die besten Wege durch den mittleren Ural hatte Babinow den Weg entdeckt, als er heimlich den Vogulen zu einem ihrer Feste folgte.
Zar Fjodor I.  belohnte Babinow mit Ländereien am Oberlauf der Jaiwa mit der Verpflichtung, dort eine Sloboda aufzubauen, und befreite ihn von der Steuerpflicht. Babinow errichtete einige Höfe und 1616 sogar eine Kirche. Er erhielt weitere Ländereien an der Jaiwa von Zar Boris und Zar Michael I., und mit Urkunde von 1617 bestätigte Michael I. ihm seinen gesamten Besitz. 1619 beantragte Babinow weiteres Land an der Niza unterhalb der Einmündung des Flusses Resch, was ihm auch gewährt wurde. 1620 gab es Beschwerden über Landraub, worauf Babinow offenbar dieses Land aufgab, denn im Inspektionsbuch ist ein Dorf Babinows nicht erwähnt.
Babinow stand im Staatsdienst und sorgte für die Erhaltung seiner Straße bis zu seinem Tode. In amtlichen Dokumenten wurde er als Leiter der Sibirischen Straße bezeichnet.
Babinow starb in Werch-Jaiwa und wurde auf dem dortigen alten Friedhof begraben.